# Lacrosse als Jocs Olímpics d'estiu de 1932
Als Jocs Olímpics d'Estiu de 1932 celebrats a la ciutat de Los Angeles (Estats Units) es disputà una competició de demostració de Lacrosse en categoria masculina. La competició se celebrà entre el dia 7 i el 12 d'agost al Los Angeles Memorial Coliseum davant 75.000 espectadors.

## Comitès participants
Participaren 38 jugadors de dos comitès nacionals diferents:
- Canadà (20)
- Estats Units (18)

## Resum de medalles
| Prova            | Or | Argent | Bronze        |
| Lacrosse masculí | Estats Units Francis Beeler · Walter Kneip · Douglas Stone · Joseph Darrell · Millard Lang · Fritz Stude · Lorne Guild · Marshall McDorman · James W. Ives · James Merriken · Caleb Kelly · George Packard · Donaldson Kelly · Peter W. Reynolds · William Triplett · John Turnbull · Church Yearley · William Weitzel | Canadà Henry Baker · Joseph Bergin · Richard Buckingham · Kenneth Calbeck · W. Fraser · J. Frasir · Norman Gair · Stuart Gifford · William Harrison · F. A. Hawkins · Rowland Mercer · Bernard McEvoy · John McQuarrie · Yvan Paquin · Anthony Pelletier · Matthew Rohmer · Norman Russell · Bryce Spring · H. D. Wallace · J. A. Worthy | No es concedí |

## Medaller
En el seu moment es concediren medalles als artistes que participaren en la competició i resultaren vencedors, sent però no reconegudes actualment pel Comitè Olímpic Internacional.
| Posició | País         | Or | Argent | Bronze | Total |
| 1       | Estats Units | 1  | 0      | 0      | 1     |
| 2       | Canadà       | 0  | 1      | 0      | 1     |

## Resultats
Es realitzà una competició a tres partits entre els dos comitès participants:
| 7 d'agost  | Estats Units | 5:3 | Canadà       |
| 9 d'agost  | Canadà       | 5:4 | Estats Units |
| 12 d'agost | Estats Units | 7:4 | Canadà       |